# Regina Maršíková
| Posities op de WTA-ranglijst enkelspel Positie per einde seizoen: \| jaar \| rang \| bron \| \| ---- \| ---- \| ---- \| \| 1991 \| 502 \| [2] \| \| 1990 \| 359 \| [2] \| \| 1989 \| 230 \| [2] \| \| 1984 \| 177 \| [2] \| \| 1985 \| 71 \| [2] \| \| 1986 \| 61 \| [2] \| \| \| \| \| \| 1981 \| 13 \| [3] \| \| 1980 \| 18 \| [4] \| \| 1979 \| 14 \| [5] \| \| 1978 \| 14 \| [6] \| \| 1977 \| 20 \| [7] \| \| 1976 \| 23 \| [8] \| |      |       |
| jaar | rang | bron  |
| 1991 | 502  | [ 2 ] |
| 1990 | 359  | [ 2 ] |
| 1989 | 230  | [ 2 ] |
| 1984 | 177  | [ 2 ] |
| 1985 | 71   | [ 2 ] |
| 1986 | 61   | [ 2 ] |
| |      |       |
| 1981 | 13   | [ 3 ] |
| 1980 | 18   | [ 4 ] |
| 1979 | 14   | [ 5 ] |
| 1978 | 14   | [ 6 ] |
| 1977 | 20   | [ 7 ] |
| 1976 | 23   | [ 8 ] |

Regina Maršíková (Praag, 11 december 1958) is een voormalig tennisspeelster uit Tsjechië. Op gravel bereikte zij haar beste resultaten. Bij de junioren won zij het meisjesenkelspel op Roland Garros 1975. Zij was actief in het proftennis van 1974 tot en met 1993. Daarbij won zij één grandslamtitel, in het dubbelspel op Roland Garros 1977.
In 1976, 1977, 1978 en 1979 was zij de nummer één van Tsjecho-Slowakije, nog boven Renáta Tomanová en Hana Mandlíková.

## Loopbaan

### Enkelspel
Op vijftienjarige leeftijd slaagde Maršíková er al in om zich te kwalificeren voor de hoofdtabel van een grandslamtoernooi, op Roland Garros 1974. In haar openingspartij moest zij het opnemen tegen de nummer één: Chris Evert; die was echter te sterk voor de jonge Tsjechische.
Maršíková stond in 1977 voor het eerst in een WTA-finale, op het toernooi van Toronto – hier veroverde zij haar eerste titel, door de Zuid-Afrikaanse Marise Kruger te verslaan. In totaal won zij twaalf WTA-titels, de laatste in 1981 in Berlijn.
Door omstandigheden buiten het tennis nam Maršíková gedurende drie jaren (september 1981 tot en met september 1984) niet aan internationale toernooien deel. Daarna probeerde zij de draad weer op te pakken: zij won in oktober 1984 een ITF-toernooi in Sofia en speelde vanaf april 1985 ook weer in de Verenigde Staten – maar haar voormalige toptwintigniveau bereikte zij niet meer. In 1985 maakte zij deel uit van het Fed Cup-team dat de finale won van de Verenigde Staten. Na Roland Garros 1989 stopte zij met de deelname aan grandslamtoernooien. En na april 1990 speelde zij niet meer buiten Europa. Op 35-jarige leeftijd beëindigde zij haar tennisloopbaan.
Haar beste resultaat op de grandslamtoernooien is het bereiken van de halve finale, op het gravel van Roland Garros 1977, 1978 en 1979. Haar hoogste positie op de WTA-ranglijst is de 9e plaats.

### Dubbelspel
Maršíková debuteerde in 1974 op Roland Garros, niet alleen in het enkelspel maar ook in het dubbelspel: met de Chileense Michelle Rodríguez bereikte zij de tweede ronde van het vrouwendubbelspel, en met de Australiër Dick Crealy drong zij door tot de kwartfinale van het gemengd dubbelspel. Roland Garros was voor haar als gravelspeelster het favoriete grandslamtoernooi – hier won zij dan ook haar enige grandslamtitel, in juni 1977, samen met de Amerikaanse Pam Teeguarden.
Maršíková stond een maand eerder, mei 1977, voor het eerst in een WTA-finale, op het toernooi van Hamburg, samen met landgenote Renáta Tomanová – zij verloren van het Zuid-Afrikaanse koppel Delina Boshoff en Ilana Kloss. In december van dat jaar veroverde Maršíková haar eerste WTA-titel, op het toernooi van Brisbane, samen met de Zweedse Helena Anliot. In totaal won zij zes titels, de laatste in 1980 in Deerfield Beach.

## Palmares
| Legenda                |
| ---------------------- |
| Grandslamtoernooi      |
| Olympische Spelen      |
| Year-End Championships |
| Tier I                 |
| Tier II                |
| Tier III               |
| Tier IV & V            |

### WTA-finaleplaatsen enkelspel
| nr.              | finale     | toernooi         | ondergrond    | tegenstandster        | score         |
| ---------------- | ---------- | ---------------- | ------------- | --------------------- | ------------- |
| gewonnen finales |            |                  |               |                       |               |
| 01.              | 1977-04-03 | WTA Nice         | gravel        | Brigitte Simon        | 7-5, 6-1      |
| 02.              | 1977-08-21 | WTA Toronto      | gravel        | Marise Kruger         | 6-4, 4-6, 6-2 |
| 03.              | 1977-12-11 | WTA Brisbane     | gras          | Helena Anliot         | 6-1, 3-6, 6-4 |
| 04.              | 1978-04-04 | WTA Stuart       | gravel        | Zenda Liess           | 1-6, 6-3, 6-3 |
| 05.              | 1978-05-28 | WTA Rome         | gravel        | Virginia Ruzici       | 7-5, 7-5      |
| 06.              | 1978-08-20 | WTA Toronto      | hardcourt     | Virginia Ruzici       | 7-5, 6-7, 6-2 |
| 07.              | 1978-11-26 | WTA Christchurch | gras          | Sylvia Hanika         | 6-2, 6-1      |
| 08.              | 1979-03-11 | WTA Fort Myers   | gravel        | Janet Newberry        | 6-4, 6-2      |
| 09.              | 1980-02-10 | WTA Calgary      | hardcourt (i) | Christiane Jolissaint | 4-6, 7-6, 6-2 |
| 10.              | 1980-04-08 | WTA Edmond       | gravel        | Andrea Jaeger         | 6-2, 6-2      |
| 11.              | 1980-10-12 | WTA Phoenix      | hardcourt     | Wendy Turnbull        | 7-6, 7-6      |
| 12.              | 1981-05-24 | WTA Berlijn      | gravel        | Ivanna Madruga        | 6-2, 6-1      |
| verloren finales |            |                  |               |                       |               |
| 1.               | 1979-03-19 | WTA Orlando      | hardcourt     | Kathy Jordan          | 6-4, 1-6, 4-6 |
| 2.               | 1979-05-27 | WTA Berlijn      | gravel        | Caroline Stoll        | 6-7, 0-6      |
| 3.               | 1980-04-13 | WTA Hilton Head  | gravel        | Tracy Austin          | 6-3, 1-6, 0-6 |

### WTA-finaleplaatsen vrouwendubbelspel
| nr.              | finale     | toernooi            | ondergrond | partner          | tegenstandsters                    | score          |
| ---------------- | ---------- | ------------------- | ---------- | ---------------- | ---------------------------------- | -------------- |
| gewonnen finales |            |                     |            |                  |                                    |                |
| 1.               | 1977-06-05 | Roland Garros       | gravel     | Pam Teeguarden   | Rayni Fox Helen Gourlay            | 5-7, 6-4, 6-2  |
| 2.               | 1977-12-11 | WTA Brisbane        | gras       | Helena Anliot    | Nerida Gregory Naoko Satō          | 6-3, 3-1, opg. |
| 3.               | 1978-08-20 | WTA Toronto         | hardcourt  | Pam Teeguarden   | Chris O'Neil Paula Smith           | 7-5, 6-7, 6-2  |
| 4.               | 1979-04-02 | WTA Carlsbad        | hardcourt  | Marcie Louie     | Mareen Louie Marita Redondo        | 6-2, 2-6, 6-4  |
| 5.               | 1980-08-17 | WTA Toronto         | hardcourt  | Andrea Jaeger    | Ann Kiyomura Betsy Nagelsen        | 6-1, 6-3       |
| 6.               | 1980-10-19 | WTA Deerfield Beach | hardcourt  | Andrea Jaeger    | Martina Navrátilová Candy Reynolds | 1-6, 6-1, 6-2  |
| verloren finales |            |                     |            |                  |                                    |                |
| 1.               | 1977-05-15 | WTA Hamburg         | gravel     | Renáta Tomanová  | Delina Boshoff Ilana Kloss         | 2-6, 6-4, 7-5  |
| 2.               | 1977-08-28 | WTA Charlotte       | gravel     | Pam Teeguarden   | Martina Navrátilová Betty Stöve    | 6-4, 6-4       |
| 3.               | 1978-11-05 | WTA Buenos Aires    | gravel     | Laura duPont     | Françoise Dürr Valerie Ziegenfuss  | 6-1, 4-6, 3-6  |
| 4.               | 1979-08-26 | WTA Mahwah          | hardcourt  | Mima Jaušovec    | Tracy Austin Betty Stöve           | 6-7, 6-2, 4-6  |
| 5.               | 1981-02-22 | WTA Houston         | tapijt (i) | Mary-Lou Daniels | Sue Barker Ann Kiyomura            | 7-5, 4-6, 3-6  |

## Resultaten grandslamtoernooien
| Legenda | Legenda                          |
| ------- | -------------------------------- |
| g.t.    | geen toernooi gehouden           |
| l.c.    | lagere categorie                 |
| –       | niet deelgenomen                 |
| G       | uitgeschakeld in de groepsfase   |
| 1R      | uitgeschakeld in de eerste ronde |
| 2R      | uitgeschakeld in de tweede ronde |
| 3R      | uitgeschakeld in de derde ronde  |
| 4R      | uitgeschakeld in de vierde ronde |
| KF      | uitgeschakeld in de kwartfinale  |
| HF      | uitgeschakeld in de halve finale |
| F       | de finale verloren               |
| W       | het toernooi gewonnen            |
| w-v     | winst/verlies-balans             |

### Enkelspel
| Australian Open | –  | –  | 2R | –  | –  | –  | –  | –  | 1R | g.t. | 1R | –  | 1R |
| Roland Garros   | 1R | KF | HF | HF | HF | HF | –  | 4R | –  | 3R   | 2R | 1R | 1R |
| Wimbledon       | –  | 3R | 1R | 1R | 4R | 3R | 2R | 1R | –  | 1R   | 2R | –  | –  |
| US Open         | –  | 3R | 2R | 2R | 4R | 4R | 2R | 1R | 2R | 2R   | 1R | –  | –  |

### Vrouwendubbelspel
| Australian Open | –  | –  | –  | 1R | –  | –  | –  | –  | –  | g.t. | 1R | 1R |
| Roland Garros   | 2R | –  | HF | W  | W  | HF | KF | –  | 3R | 3R   | 2R | 1R |
| Wimbledon       | –  | –  | 2R | 3R | 3R | 2R | 2R | 2R | 2R | 1R   | 1R | –  |
| US Open         | –  | 1R | 1R | 1R | 1R | 3R | 3R | HF | –  | 3R   | 1R | –  |

### Gemengd dubbelspel
| Australian Open | –  | –  | –  | –  | –  | –  | –  | g.t. | –  |
| Roland Garros   | KF | 2R | KF | KF | KF | KF | –  | KF   | 1R |
| Wimbledon       | –  | –  | –  | –  | 2R | 2R | –  | –    | –  |
| US Open         | –  | 1R | –  | –  | 3R | –  | 1R | –    | –  |